# بادول
بادول (به لاتین: Badulla Divisional Secretariat) یک منطقهٔ مسکونی در سری‌لانکا است که در ناحیه بادولا واقع شده‌است.